# Neoplàsia in situ
La neoplàsia in situ és una petita neoplàsia que amb el temps pot degenerar en un càncer; o que es pot considerar com un càncer en la seva mínima expressió, com el cas del melanoma in situ. La forma més habitual és el carcinoma in situ.